# Орзінген-Ненцинген
Орзінген-Ненцинген (нім. Orsingen-Nenzingen) — громада в Німеччині, знаходиться в землі Баден-Вюртемберг. Підпорядковується адміністративному округу Фрайбург. Входить до складу району Констанц.
Площа — 22,23 км2. Населення становить 3515 ос. (станом на 31 грудня 2020).